# 長鬚棘鮫
長鬚棘鮫（學名：Cirrhigaleus barbifer），又名長鬚卷盔鯊或鬚棘鮫，是棘鮫科下的一種鯊魚。牠們分佈於西太平洋，從日本的本州至澳洲的新南威爾士、新西蘭及萬那杜的托雷斯群島，生活在大陸棚及島基台。牠們最長可以達1.25米。
長鬚棘鮫的特徵是其巨大的觸手。牠們可能以海底的魚類及一些無脊椎動物為食物。牠們是卵胎生的，每胎約有10頭幼鯊。
雖然並未有就長鬚棘鮫的商業漁業，但其肝臟的角鯊烯很豐富。